# Фестиваль Fantasporto 1992 года
Фестиваль фантастических фильмов «Fantasporto» (порт. XII Festival Internacional de Cinema Fantástico - Mostra de Cinema Fantástico) проходил с 3 по 12 февраля 1992 года в городе Порту (Португалия).

## Лауреаты конкурса полнометражных лент
- Лучший фильм — «Тото-герой» (Toto le Héros) режиссёр Жако ван Дормейл, Франция.
- Лучший режиссёр — Ларс фон Триер за фильм «Европа» (Europa), Дания.
- Лучший актёр — Джефф Дэниелс в фильме «Замечательная поездка» (Timesacpe), США, режиссёр Дэвид Твохи.
- Лучшая актриса — Джульет Стивенсон за роль в фильме «Верно, безумно, глубоко» (Truly, Madly, Deeply), Великобритания, режиссёр Энтони Мингелла.
- Лучший сценарий — Жако ван Дормейл за работу к фильму «Тото-герой».
- Лучшие спецэффекты — Китайская история призраков 3 (Chinese Ghost Story), Гонконг, режиссёр Чинь Сютунь.
- Приз критики — «Яд» (Poison), США, режиссёр Тод Хайнс.
- Специальная премия жюри — Тэцуо 2 (Tetsuo II), Япония, режиссёр Синъя Цукамото.
- Приз зрителей — «Деликатесы» (Delicatessen), Франция, режиссёр Жан-Пьер Жене.
- Премия новым творцам — «Три дня», Литва, режиссёр Шарунас Бартас.